# Edmond Spalikowski
Edmond Spalikowski, né le 1er juin 1874 à Rouen et mort le 3 août 1951 à Clères, est un historien, dessinateur et poète normand.

## Biographie
Edmond Spalikowski fait ses études au lycée Corneille puis en médecine. Il se marie en 1895 avec Marie Leclancher. Il demeure à Acquigny en 1897 et à Tassin-la-Demi-Lune en 1907. Pendant la Première Guerre mondiale, il remplit les fonctions de médecin militaire à l'hôpital auxiliaire du château des Pénitents à Vernonnet dans l'Eure. Il obtient ensuite une licence de lettres et se consacre à l'enseignement sauf pendant 10 ans où il est économe à l’Établissement départemental de Grugny. 
Il reçoit le prix Bouctot en 1925.
Président de la Société des écrivains normands, il est reçu membre de l'Académie des sciences, belles-lettres et arts de Rouen le 12 novembre 1936. Il est président du comité de Rouen de l'Alliance française. En 1950, il est nommé chevalier de la Légion d'honneur.

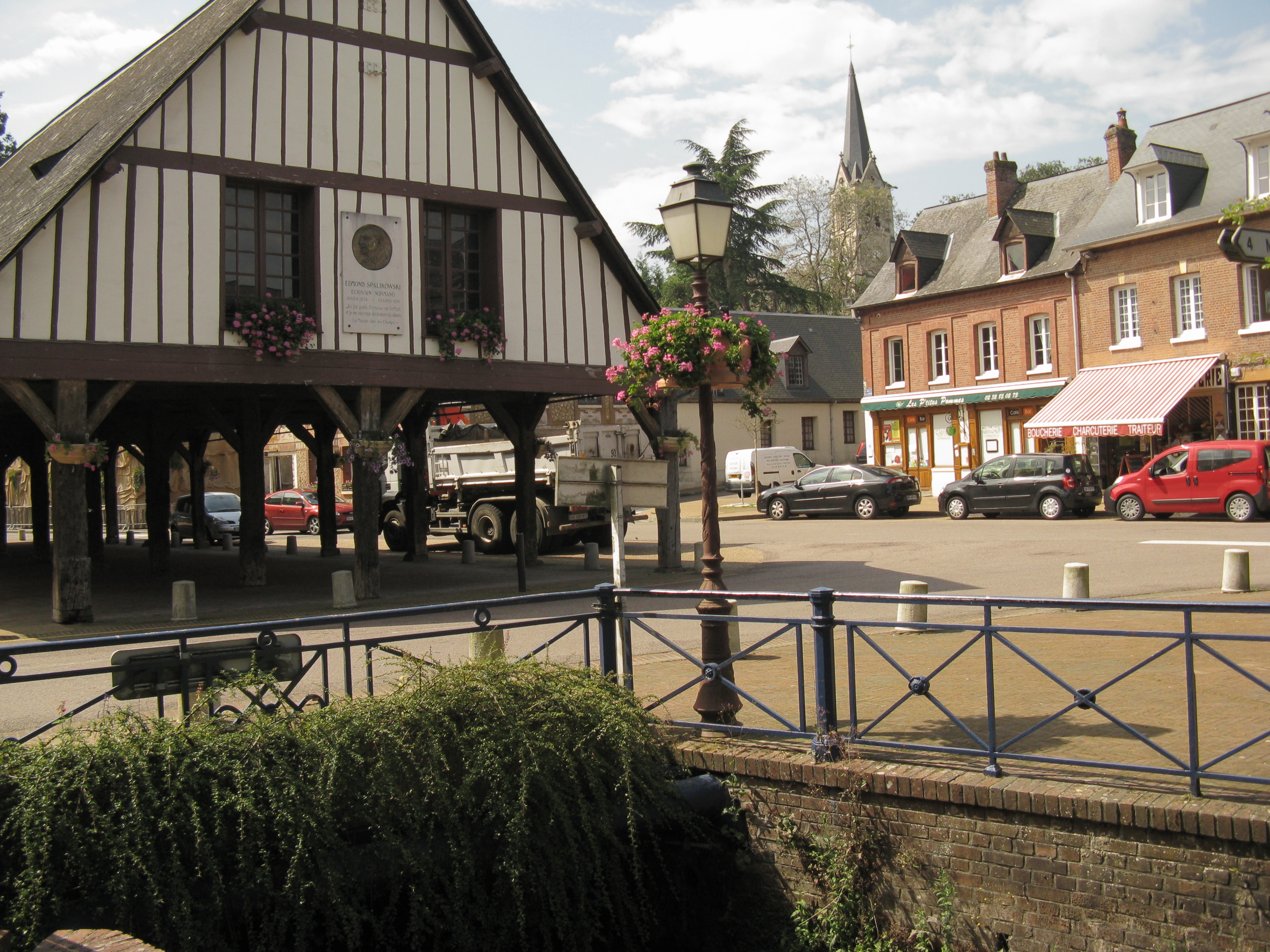
Plaque commémorative sur la halle de Clères.

Une rue de Clères porte son nom.

## Distinction
- Chevalier de la Légion d'honneur (1950)

## Œuvres
- Une "Anatomie" au XVIIe siècle, d'après Th. Gelée, Rouen, impr. de l'Ami des sciences naturelles, 1894, 3 p., in-8o.
- Contribution à l'étude bactériologique du lait, Rouen, impr. de l'Ami des sciences naturelles, 1894, 8 p., in-8o.
- Jean-Jacques Rousseau botaniste. Le Naturaliste, 234 : 276-278, 1896.
- Études d'anthropologie normande, Paris, 1897.
- Autour de la maison de P. Corneille, Paris, 1901.
- Vikings et normands, Rouen, Lestringant, 1919.
- La Vieille "hostellerie" normande de Totes, Rouen, Lestringant, 1920, 4 p. (BNF 34131831, lire en ligne).
- Aux vents de mon pays, Rouen, H. Defontaine, 1921.
- Le jour décroît, Rouen, H. Defontaine, 1922.
- Contes des rues et des sillons, Rouen, 1926.
- Les Premières poésies d'Albert Glatigny, Rouen, A. Lainé, 1930, 12 p., in-8o.
- Hector Malot et La Bouille, 1931.
- Honfleur et Mme Lucie Delarue-Mardrus. À travers l'histoire littéraire normande, Rouen, Lainé, 1931, 21 p., in-8o
- Pont-de-l'Arche d'autrefois et d'aujourd'hui, Rouen, Lestringant, 1931.
- La Normandie rurale et ignorée, Maugard, Rouen, 1932.
- Caudebec (photogr. Gabriel Bretocq), Grenoble, Arthaud, 1932, 56 p., in-8o.
- À travers l'histoire littéraire normande. Michelet en Normandie, Rouen, A. Lainé, 1932, 17 p., in-8o.
- Sur les routes normandes, Rouen, Maugard, 1933.
- Âmes et aspects de Rouen, Rouen, Maugard, 1934.
- Le Havre, promenades et causeries, Rouen, Maugard, 1934, in-8o.
- Clères : le château, le parc zoologique, le bourg, Rouen, Maugard, 1935.
- Autour de Caudebec-en-Caux, glanes et souvenirs, Rouen, A. Lainé, 1936, 17 p., in-8o.
- La Bouille, paradis touristique, Rouen, Maugard, 1936.
- Saint-Wandrille, l'abbaye Saint-Wandrille, Rouen, Maugard, 1937.
- Au pays des trois abbayes : Saint-Martin de Boscherville, Jumièges, Saint-Wandrille Rançon, 1937.
- Chez Paul Harel, Rouen, A. Lainé, 1937, 18 p., in-8o.
- Le Palais de justice de Rouen et son histoire, Rouen, Maugard, 1939.
- Guide officiel des environs de Rouen, Rouen, 1941.
- En Lavedan (impressions et poèmes), Argentan, Éditions du Journal de l’Orne, 1943.
- Écrit pendant l'exil, manuscrit autographe reproduit à cinq exemplaires, 1945, inédit.
- Normandie Pyrénées : impressions et souvenirs, Rouen, Maugard, 1946.
- Sur les pas des muses normandes, Rouen, Maugard, 1951.